# Полина Лъвчиева
Полина Лъвчиева, известна с артистичния си псевдоним Lady Pol The Beloved, е българска писателка в областта на епичното фентъзи и вълшебните приказки.

## Биография
Родена е на 2 септември 1980 г. в Русе. Завършва СОУ за европейски езици „Св. Константин-Кирил Философ“ в родния си град. Завършва Русенски университет „Ангел Кънчев“, специалност „Право“. През 2017 г. придобива педагогическа правоспособност.
Живее в Русе. Омъжена с едно дете. Работи като юрист и учител по английски 
На 01.09.2015 г. от печат излиза и втория сборник „My Other Face... and more“, който е издаден само на английски език. Веднага след издаването ѝ книгата е представена на европейското турне на авторката, съвместно с русенската симфоник прогресив блек метъл група Клеймор. Турнето се нарича „Between Two Worlds“, посещава 6 европейски държави с 13 неповторими шоута.
Авторката е едно от лицата на Русе за 2015 година.

## Награди
- Втора награда с разказа „Китка силивряк“ в конкурса „Вдъхновение от Родопите“ на Балнеокомплекс „Медика Наречен“ (2018)

### Самостоятелни произведения
- „Фентъзи приказки“ (2012)
- „My Other Face ... and more“ (2015)

### Публикации в периодика
- „Прероден“ (2012) – сп. „Дракус“ бр.2/2012 г.
- „Наследството“ (2013) – „Мечове в града“ антология
- „Морска Звезда“ (2014) – „Мечове в морето“ антология
- „Рапсодия за мрака и светлината“ (2017) – „Мечове във времето“ антология – съавторство с Валентин Попов – Вотан
- брой 2017 на в. „Форум-Север“ излиза приказката „Ледени въздишки“
- брой 2017 на в. „Фору;-Север“ излиза приказката „Русалката“, публикувана за първи път във „Фентъзи преказки“ (2012)
- „Признание“ (2017) – „Русе – град на мостове“ сборник с разкази, отличени в едноименния конкурс (април 2018)